# Artur Dmitriev
Artur Valeryevich Dmitriev (em russo:  Артур Валерьевич Дмитриев; Bila Tserkva, RSS da Ucrânia, 21 de janeiro de 1968) é um treinador e ex-patinador artístico russo que competiu em competições de duplas. Ele foi campeão olímpico em 1992 ao lado de Natalia Mishkutionok, e em 1998 ao lado de Oksana Kazakova.

## Principais resultados

### Com Oksana Kazakova
| Resultados                                                                                   | Resultados       | Resultados        | Resultados       | Resultados       | Resultados    | Resultados    | Resultados    | Resultados    | Resultados    | Resultados    | Resultados    | Resultados    |
| Internacional                                                                                | Internacional    | Internacional     | Internacional    | Internacional    | Internacional | Internacional | Internacional | Internacional | Internacional | Internacional | Internacional | Internacional |
| Evento/Temporada                                                                             | 1995– 1996       | 1996– 1997        | 1997– 1998       | 1998– 1999       |               |               |               |               |               |               |               |               |
| -------------------------------------------------------------------------------------------- | ---------------- | ----------------- | ---------------- | ---------------- | ------------- | ------------- | ------------- | ------------- | ------------- | ------------- | ------------- | ------------- |
| Jogos Olímpicos                                                                              |                  |                   | Medalha de ouro  |                  |               |               |               |               |               |               |               |               |
| Campeonato Mundial                                                                           | 5.º              | Medalha de bronze | WD               |                  |               |               |               |               |               |               |               |               |
| Campeonato Europeu                                                                           | Medalha de ouro  |                   | Medalha de prata |                  |               |               |               |               |               |               |               |               |
| CS Champions Series Final                                                                    |                  | Medalha de prata  | Medalha de prata |                  |               |               |               |               |               |               |               |               |
| CS Cup of Russia                                                                             |                  | Medalha de prata  |                  |                  |               |               |               |               |               |               |               |               |
| CS NHK Trophy                                                                                |                  |                   | WD               |                  |               |               |               |               |               |               |               |               |
| CS Skate America                                                                             | 5.º              | Medalha de ouro   |                  |                  |               |               |               |               |               |               |               |               |
| CS Skate Canada International                                                                |                  |                   | Medalha de ouro  |                  |               |               |               |               |               |               |               |               |
| CS Trophée Lalique                                                                           | Medalha de prata | Medalha de ouro   |                  |                  |               |               |               |               |               |               |               |               |
| Jogos da Boa Vontade                                                                         |                  |                   |                  | Medalha de prata |               |               |               |               |               |               |               |               |
| Nacional                                                                                     |                  |                   |                  |                  |               |               |               |               |               |               |               |               |
| Campeonato Russo                                                                             | Medalha de prata |                   | Medalha de prata |                  |               |               |               |               |               |               |               |               |
|                                                                                              |                  |                   |                  |                  |               |               |               |               |               |               |               |               |
| Legenda: CS = Champions Series; WD = Abandonou; Competição não foi disputada nesta temporada |                  |                   |                  |                  |               |               |               |               |               |               |               |               |

### Com Natalia Mishkutenok
| Resultados                                            | Resultados      | Resultados        | Resultados        | Resultados        | Resultados      | Resultados        | Resultados       | Resultados    | Resultados    | Resultados    | Resultados    | Resultados    |
| Internacional                                         | Internacional   | Internacional     | Internacional     | Internacional     | Internacional   | Internacional     | Internacional    | Internacional | Internacional | Internacional | Internacional | Internacional |
| Evento/Temporada                                      | 1987– 1988      | 1988– 1989        | 1989– 1990        | 1990– 1991        | 1991– 1992      |                   | 1993– 1994       | 1994– 1995    |               |               |               |               |
| ----------------------------------------------------- | --------------- | ----------------- | ----------------- | ----------------- | --------------- | ----------------- | ---------------- | ------------- | ------------- | ------------- | ------------- | ------------- |
| Jogos Olímpicos                                       |                 |                   |                   |                   | Medalha de ouro | Medalha de prata  |                  |               |               |               |               |               |
| Campeonato Mundial                                    |                 |                   | Medalha de bronze | Medalha de ouro   | Medalha de ouro |                   |                  |               |               |               |               |               |
| Campeonato Europeu                                    | 4.º             | Medalha de bronze | Medalha de bronze | Medalha de ouro   | Medalha de ouro | Medalha de bronze |                  |               |               |               |               |               |
| Grand Prix International de Paris                     |                 |                   |                   |                   | Medalha de ouro | Medalha de ouro   |                  |               |               |               |               |               |
| Jogos da Boa Vontade                                  |                 |                   |                   | Medalha de prata  |                 |                   | Medalha de ouro  |               |               |               |               |               |
| Nations Cup                                           |                 |                   |                   | Medalha de ouro   |                 |                   |                  |               |               |               |               |               |
| NHK Trophy                                            |                 |                   |                   | Medalha de bronze |                 |                   |                  |               |               |               |               |               |
| Piruetten                                             |                 |                   |                   |                   |                 | Medalha de ouro   |                  |               |               |               |               |               |
| Prize of Moscow News                                  |                 | Medalha de ouro   |                   |                   |                 |                   |                  |               |               |               |               |               |
| Skate America                                         |                 | Medalha de ouro   | Medalha de ouro   |                   |                 |                   |                  |               |               |               |               |               |
| Universíada                                           | Medalha de ouro |                   |                   |                   |                 |                   |                  |               |               |               |               |               |
| Nacional                                              |                 |                   |                   |                   |                 |                   |                  |               |               |               |               |               |
| Campeonato Russo                                      |                 |                   |                   |                   |                 |                   | Medalha de prata |               |               |               |               |               |
| Campeonato Soviético                                  |                 | Medalha de prata  | Medalha de prata  | Medalha de prata  |                 |                   |                  |               |               |               |               |               |
|                                                       |                 |                   |                   |                   |                 |                   |                  |               |               |               |               |               |
| Legenda: Competição não foi disputada nesta temporada |                 |                   |                   |                   |                 |                   |                  |               |               |               |               |               |